# Martim Fernandes Barreto
Martim Fernandes Barreto (1250 - 1316) foi um nobre e Cavaleiro medieval do Reino de Portugal encontra-se documentado desde 1277. Devido à pretensão sobre a posse de certos senhorios travou vários conflitos com as ordens religiosas e com as ordens militares instaladas em Portugal, designadamente com a Ordem de Aviz com quem teve um conflito que se estendeu desde 1272 até 1284. 

## Relações familiares
Foi filho de Fernão Gomes Barreto (1230 -?) e de Sancha Pais (1235 -?) filha de Paio Viegas de Alvarenga (1210 -?) e de Teresa Anes de Riba de Vizela (1210 -?). Casou em 1284 com Maria Rodrigues de Chacim (c. 1250 -?) filha de Rui Nunes de Chacim e de D. Aldonça Mendes Tavaia, de quem teve:
1. Nuno Martins Barreto (1270 -?) casado por duas vezes, a primeira com Maria Anes, filha de João Esteves (1250 -?), alcaide-mor da Covilhã e a segunda com D. Berengária Rodrigues Raposo (1370 - ?) filha de D. Rui Gonçalves Raposo;
2. Gil Martins Barreto casou por duas vezes, a primeira com Alda Rodrigues de Azambuja e a segunda com Elvira Gonçalves de Alvelos;
3. Afonso Martins Barreto (1290 -?) casou com Leonor Fernandes Bugalho;
4. Álvaro Martins Barreto (c. 1290 -?);
5. Sancha Martins Barreto casou com D. João Pires de Sousa;
6. Constança Martins Barreto casou com Raimundo Anes Brochardo;
7. Brites Martins Barreto casou com Vasco Afonso Alcoforado;
8. Mem Nunes Barreto (c. 1290 -?). [1]